# Nacionalno prvenstvo ZDA 1881 - moške dvojice
Rezultati Nacionalnega prvenstva ZDA 1881 v tenisu za moške dvojice. Tekmovanje je potekalo v štirih krogih, toda rezultati so izgubljeni, razen za finale.

## Finale
|  | Finale                 |                        |     |
|  |                        |                        |     |
|  | Clark Taylor           | Clark Taylor           | 666 |
|  | Newbold Van Rensselaer | Newbold Van Rensselaer | 545 |